# Литогенез
Литогенез (англ. lithogenesis, нем. Lithogenese) — совокупность природных процессов образования и дальнейших изменений осадочных горных пород.
Главные факторы литогенеза — тектонические движения и климат.

## История
Понятие о литогенезе впервые было введено в 1893—1894 немецким учёным Й. Вальтером. Он выделил в процессе образования осадочных пород 5 основных фаз: выветривание, денудация (включая перенос исходного материала осадков), отложение, диагенез и метаморфизм. 
В СССР литогенез начали изучать под руководством А. Д. Архангельского.

## Стадии
Различают стадии литогенеза:
- Образования осадочного материала (выветривание, денудация, вулканизм)
- Седиментогенез
- Диагенез
- Катагенез
- Метагенез.